# Stańkowa (województwo małopolskie)
Stańkowa – wieś w Polsce, położona w województwie małopolskim, w powiecie nowosądeckim, w gminie Łososina Dolna.
| części wsi | Góry, Kąty, Leszcze, Łaziska, Niwki, Podłazie, Pod Miedzą, Potoczki, Rola, Równiczki, Sołtystwo, Stawiska, Stroń, Studzianki, Wola Stańkowska, Zadziele Stańkowskie, Zarębki, Zimna Woda |

W latach 1975–1998 miejscowość położona była w województwie nowosądeckim.